# Chính thống giáo Đông phương

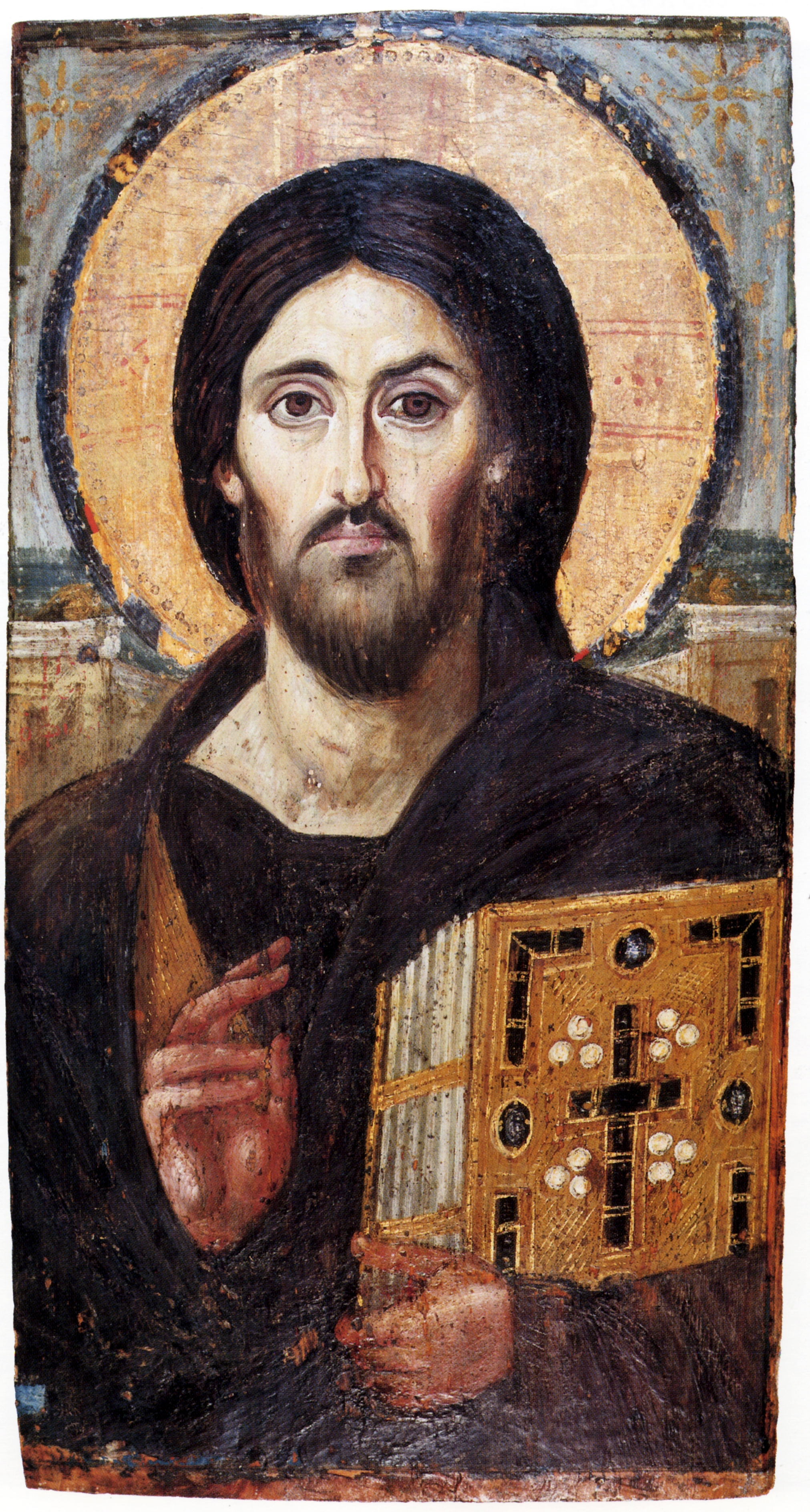
Chúa Kitô Toàn năng, tranh vẽ thế kỷ thứ 6, bức linh ảnh cổ xưa tại Tu viện Thánh Catarina (Sinai).

Giáo hội Chính thống giáo Đông phương, tên chính thức là Giáo hội Công giáo Chính thống, thường gọi là Giáo hội Chính thống giáo, là hệ phái Kitô giáo lớn thứ nhì trên thế giới, sau Giáo hội Công giáo Rôma. Là một trong những định chế lâu đời nhất trên thế giới, Giáo hội Chính thống giáo Đông phương đóng một vai trò quan trọng trong lịch sử và văn hóa Đông Âu, Hy Lạp, Nga, Kavkaz và Cận Đông. Chính thống giáo truy nguồn gốc của họ về Kitô giáo sơ khởi, và coi mình là Giáo hội Duy nhất, Thánh thiện, Công giáo và Tông truyền tiếp nối từ giáo hội do Chúa Giêsu Kitô thiết lập.
Trong thiên niên kỷ đầu của Kitô giáo, Chính thống giáo Đông phương và Công giáo Tây phương là một giáo hội. Đông phương chịu ảnh hưởng của văn hóa Hy Lạp với các thành phố như Alexandria, Antiochia, và Constantinopolis; trong khi đó Tây phương gắn liền với văn hóa Latinh với trung tâm là Roma. Vào thế kỷ 11, các khác biệt giữa Đông phương và Tây phương dẫn đến cuộc Đại Ly giáo Đông–Tây năm 1054, định hình nên Giáo hội Chính thống giáo Đông phương và Giáo hội Công giáo Rôma.
Cấu trúc của Chính thống giáo Đông phương bao gồm các giáo hội tự chủ, được cai quản bởi các giám mục thông qua Công nghị thánh. Ngoài khối hiệp thông chính, còn tồn tại các giáo hội ly khai theo lịch cũ (Chính thống giáo Cựu lịch), hoặc nghi thức cũ (Tín hữu Cựu nghi thức). Gần đây cuộc Ly giáo Moskva–Constantinopolis là một rạn nứt đang tiếp diễn trong Chính thống giáo khi hai giáo hội lớn nhất là Nga và Constantinopolis không hiệp thông với nhau.

## Cấu trúc

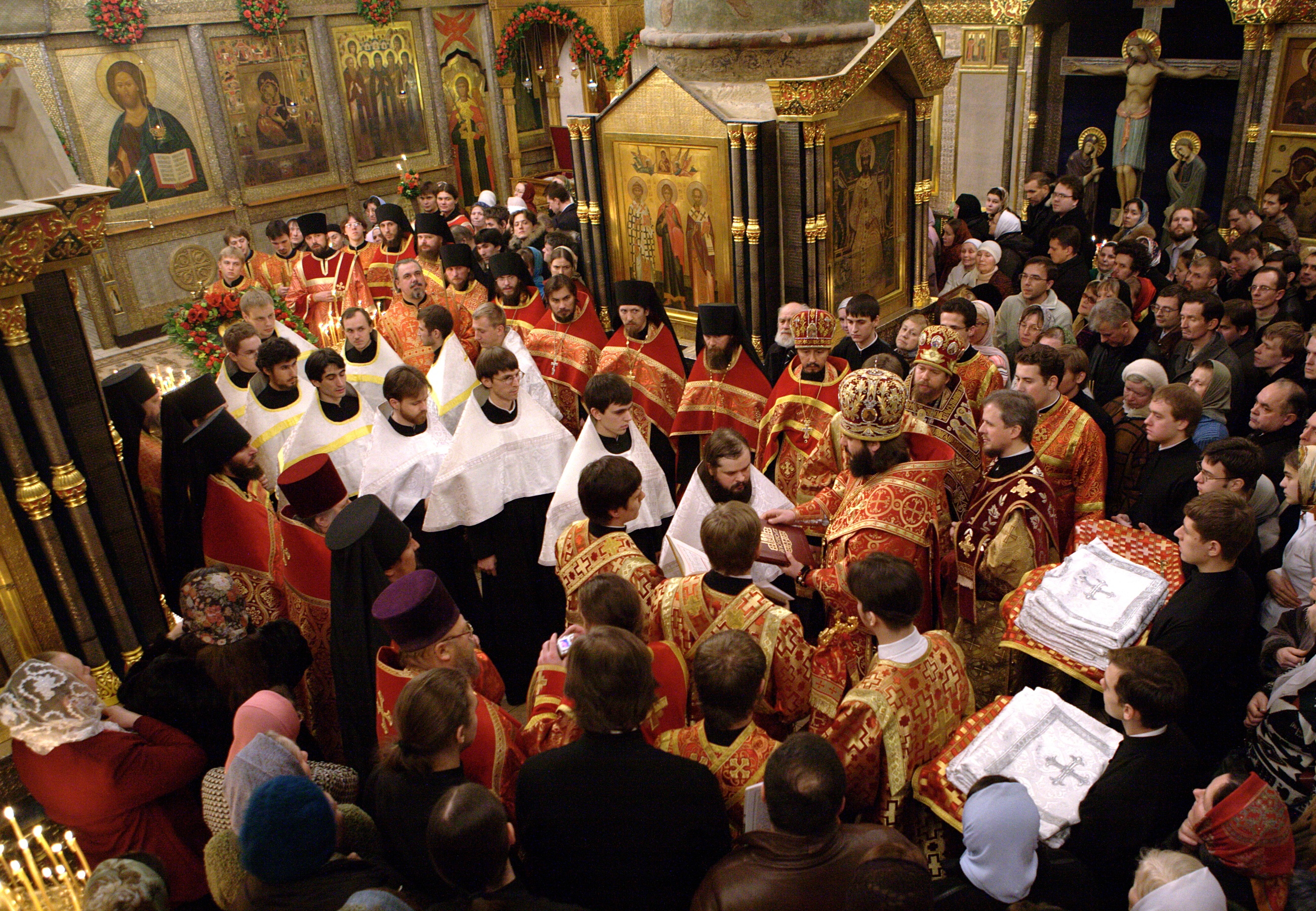
Nghi thức trao chức đọc sách tại một chủng viện Chính thống giáo Nga.

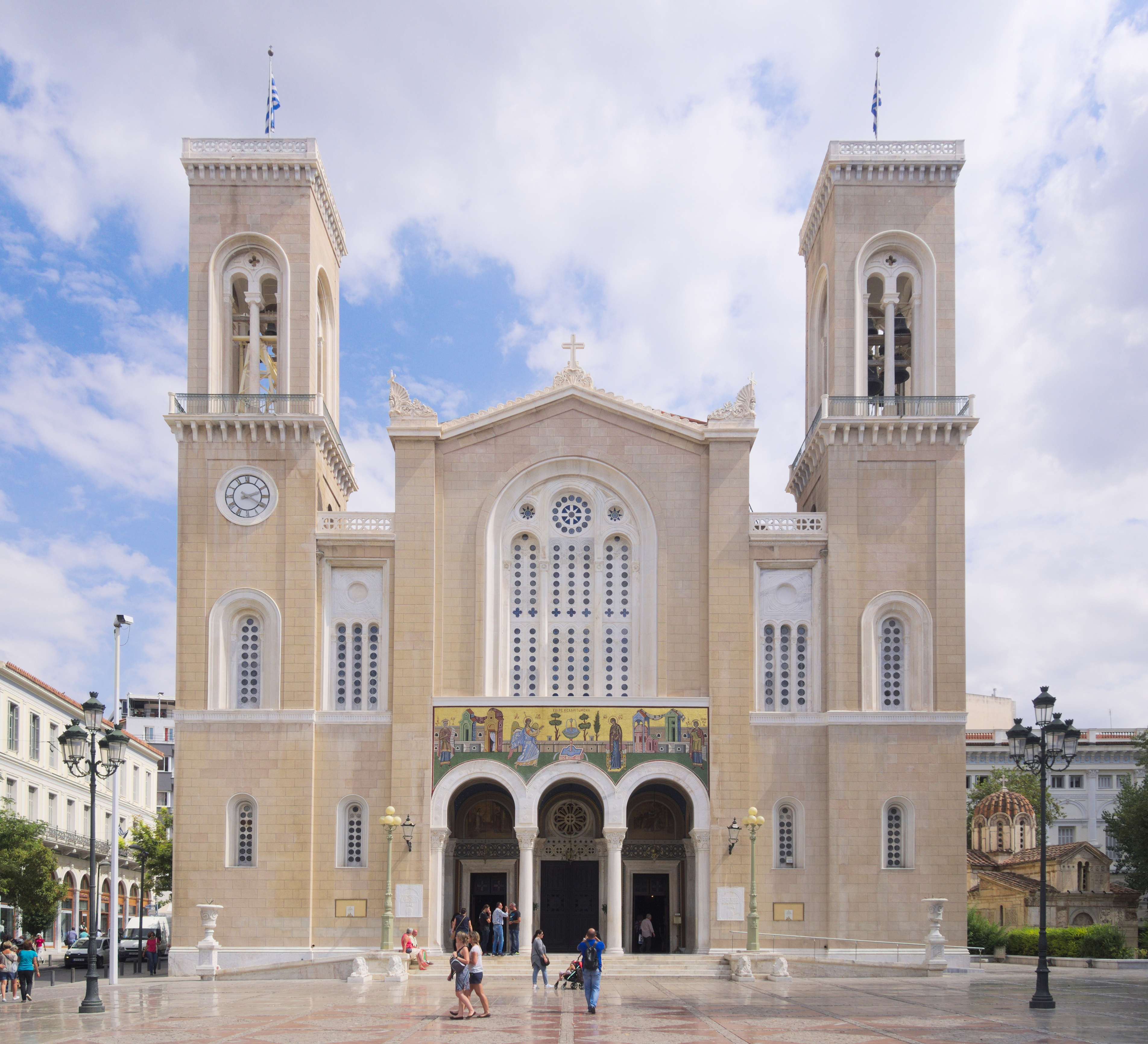
Nhà thờ chính tòa Đô thành Athens.

Chính thống giáo xem Chúa Giê-su là đầu của hội thánh và hội thánh là thân thể của ngài. Người ta tin rằng thẩm quyền và ân điển của Thiên Chúa được truyền trực tiếp xuống các Giám mục và chức sắc giáo hội qua việc đặt tay – một nghi thức được khởi xướng bởi các sứ đồ, và sự nối tiếp lịch sử liên tục này là yếu tố căn bản của giáo hội (Công vụ 8:17; 1Tim 4:14; Heb 6:2). Mỗi Giám mục cai quản giáo phận của mình. Nhiệm vụ chính của Giám mục là gìn giữ các truyền thống và quy tắc của giáo hội khỏi bị vi phạm. Các Giám mục có thẩm quyền ngang nhau và không được can thiệp vào công việc nội bộ của nhau. Về mặt hành chính, các Giám mục và các giáo phận được tổ chức thành các nhóm tự quản, trong đó các Giám mục họp ít nhất hai lần mỗi năm để bàn bạc về các vấn đề liên quan đến giáo phận của họ. Khi xuất hiện các học thuyết dị giáo, một "đại" công đồng được triệu tập qui tụ tất cả Giám mục. Giáo hội xem bảy công đồng đầu tiên (từ thế kỷ 4 đến thế kỷ 8) là quan trọng nhất mặc dù các hội nghị khác cũng góp phần định hình quan điểm của Chính thống giáo. Những công đồng này không thiết lập giáo lý cho hội thánh nhưng chỉ so sánh các học thuyết mới với các xác tín truyền thống của giáo hội. Học thuyết nào không phù hợp với truyền thống giáo hội bị xem là dị giáo và bị loại trừ khỏi giáo hội. Các công đồng được tổ chức theo thể thức dân chủ dựa trên nguyên tắc mỗi Giám mục một lá phiếu. Dù được phép dự họp và phát biểu tại công đồng, quan lại triều đình Rôma hay Byzantine, tu viện trưởng, linh mục, tu sĩ hoặc tín đồ không có quyền bầu phiếu. Trước cuộc Đại Ly giáo năm 1054, Giám mục thủ đô La Mã, tức Giáo hoàng, dù không có mặt tại tất cả công đồng, vẫn được xem là chủ tọa công đồng và được gọi là Primus inter pares ("đứng đầu giữa những người bình đẳng"). Một trong những nghị quyết của công đồng thứ nhì, được khẳng định bởi các công đồng sau, là Giám mục thành Constantinopolis (được xem là Roma mới) được dành vị trí thứ hai. Sau khi tách khỏi Roma, vị trí chủ tọa công đồng được dành cho Thượng phụ thành Constantinopolis với danh hiệu "Người đứng đầu giữa những người bình đẳng", thể hiện sự bình đẳng của chức vụ này trong phương diện hành chính và tâm linh. Người đảm nhiệm chức vụ này không được xem là đầu của hội thánh hoặc giáo chủ.
Theo các ước tính, số tín hữu Chính thống giáo là khoảng 230–3260 triệu người. Chính thống giáo Đông phương cũng là tôn giáo phổ biến nhất ở Belarus (89%), Bulgaria (86%), Cộng hòa Cyprus (88%), Gruzia (89%), Hy Lạp (98%), Bắc Macedonia (46%), Moldova (98%), Montenegro (84%), România (89%), Nga(76%), Serbia (88%), và Ukraina (83%). Tại Bosnia và Herzegovina, tỷ lệ này là 31%, tại Kazakhstan là 48%, tại Estonia là 13% và 18% ở Latvia. Thêm vào đó là các cộng đồng Chính thống giáo ở châu Phi, châu Á, châu Úc, Bắc Mỹ và Nam Mỹ.

## Giáo lý

### Ba Ngôi
Tín hữu Chính thống giáo tin một Thiên Chúa duy nhất, hiện hữu trong Ba Ngôi vị (Hypostases) là Cha, Con và Thánh Thần. Chúa Cha tự hữu, Chúa Con sinh bởi Chúa Cha và Chúa Thánh Thần nhiệm xuất từ Chúa Cha. Thiên Chúa là Ba Ngôi hiệp nhất trong một Bản thể (Ousia), không lẫn giữa các ngôi với nhau, cũng không phân chia bản thể – Thiên Chúa duy nhất là Đấng tự hữu, hằng hữu, vĩnh cửu, và phi vật chất. Xác tín này được trình bày trong bản Tín điều Nicaea.

### Tội lỗi và sự Cứu rỗi
Bản chất của con người, trước khi sa ngã, là tinh tuyền và vô tội. Nhưng hành động bất tuân Thiên Chúa của Adam và Eva trong Vườn Eden đã để tội lỗi và sự bại hoại thâm nhập vào bản chất tinh tuyền ấy. Tình trạng bất khiết này đã ngăn cản con người hưởng Vương quốc Thiên đàng. Song, khi Thiên Chúa hóa thân thành người trên dương thế, Ngài đã thay đổi bản chất ấy bằng cách hiệp nhất con người với Thiên Chúa; do đó, Chúa Kitô thường được gọi là "Adam mới". Bằng cách trở thành người, chết trên cây thập tự, và sống lại, Ngài đã thánh hóa các phương tiện ân điển, nhờ đó chúng ta được trở lại với tình trạng tinh tuyền nguyên thủy và phục hòa với Thiên Chúa. Điều này Chính thống giáo gọi là được cứu khỏi tình trạng bệnh tật của tội lỗi. Quyền năng của sự cứu rỗi giải thoát mọi người công chính khỏi quyền lực trói buộc của tội lỗi, kể từ buổi sáng thế, trong đó có cả Adam và Eva.

### Phục sinh
Sự Phục sinh của Chúa Giê-su là sự kiện quan trọng nhất mà lịch phụng vụ Chính thống giáo đặt làm trọng tâm. Chính thống giáo tin đây là một sự kiện lịch sử và Chúa Giê-su thật sự sống lại trong thân xác. Chúa Giê-su, Con Thiên Chúa, bị đóng đinh, sau khi chết, đến ngày thứ ba Ngài sống lại để cứu rỗi nhân loại. Ngài đã giải thoát loài người khỏi quyền lực của hỏa ngục. Như thế, mọi kẻ tin Ngài đều có thể thông phần vào sự sống vĩnh hằng.

### Thánh Kinh và Thánh Truyền
Chính thống giáo xem mình là sự nối tiếp lịch sử từ hội thánh tiên khởi được thành lập bởi Chúa Giê-su và các sứ đồ. Đức tin được truyền dạy bởi Chúa Giê-su và các sứ đồ mặc lấy sức sống bởi Chúa Thánh Linh trong ngày Lễ Ngũ Tuần, được lưu truyền qua nhiều thế hệ, được gọi là Thánh Truyền (Truyền thống thánh). Lời chứng chủ yếu và có thẩm quyền cho Thánh Truyền là Kinh Thánh, được viết ra và được chuẩn thuận bởi các sứ đồ để ký thuật chân lý được mặc khải và lịch sử tiên khởi của hội thánh. Bởi vì Thánh Kinh được linh hứng, nên được xem là trọng tâm của sự sống hội thánh.
Theo quan điểm Chính thống giáo, Thánh Kinh luôn được giải thích trong nội hàm của Thánh Truyền. Thánh Truyền đã hình thành và quy điển Thánh Kinh. Tín hữu Chính thống giáo tin rằng Thánh Kinh không độc lập với giáo hội. Do đó, cách duy nhất để hiểu Thánh Kinh là giải thích Thánh Kinh trong nội dung truyền thống giáo hội.
Thánh Truyền còn bao gồm lễ nghi, ảnh thánh, phán quyết của các công đồng và giáo huấn của các Giáo phụ. Từ sự đồng thuận của các Giáo phụ (consensus patrum) mà người ta có thể hiểu biết sâu sắc và đầy đủ hơn về đời sống của giáo hội. Tín hữu Chính thống giáo tin rằng quan điểm của từng giáo phụ riêng lẻ không được xem là vô ngộ (không sai lầm), nhưng sự đồng thuận của các giáo phụ sẽ giúp mang đến một sự hiểu biết chân xác về Thánh Kinh và các giáo thuyết, nhờ sự hướng dẫn của Chúa.

### Theotokos và các Thánh

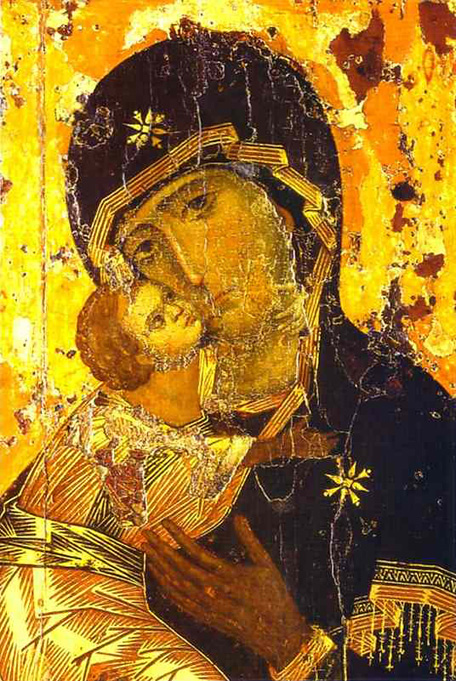
Đức Mẹ Vladimir, một trong những bức linh ảnh được tôn kính nhất của Nga.

Chính thống giáo tin rằng sự chết và sự tách rời linh hồn khỏi thể xác vốn là điều không bình thường, là hậu quả của tình trạng sa ngã của loài người. Họ cũng tin rằng hội thánh bao gồm người sống và người đã khuất. Mọi người đang sống trên thiên đàng đều là thánh, dù tên tuổi của họ có được biết đến hay không. Tuy nhiên, có những vị thánh đặc biệt mà Chúa muốn chúng ta biết để noi theo. Khi một vị thánh được đa số trong giáo hội thừa nhận, một buổi lễ vinh danh được cử hành cho vị thánh này. Điều này không có nghĩa là phong thánh cho vị ấy, nhưng chỉ đơn giản là thừa nhận vị thánh và công bố cho toàn thể hội thánh được rõ. Các thánh được tôn kính nhưng không được sùng bái. Sự thờ phượng chỉ dành cho Thiên Chúa.
Nổi bật giữa các thánh là Nữ Đồng trinh Maria, Theotokos ("Mẹ Thiên Chúa"). Theotokos là người được Thiên Chúa tuyển chọn để trở nên Mẹ của Chúa Giê-su, Đấng là Chúa thật và là Người thật. Chính thống giáo tin rằng ngay từ lúc hoài thai, Đức Giê-su đã vừa là Thiên Chúa trọn vẹn vừa là Người trọn vẹn. Maria được gọi là Theotokos là sự xác định rõ ràng thần tính của Đấng được hoài thai trong thân xác của bà. Tín hữu Chính thống giáo tin rằng Maria là đồng trinh khi sinh hạ Chúa Giê-su, bà không bị đau đớn, cũng không bị tổn thương, và bà đồng trinh mãi mãi. Do vị trí đặc biệt của Maria trong công cuộc cứu rỗi, bà được tôn trọng hơn các thánh khác.
Do sự thánh khiết trong cuộc đời các thánh, thân thể và vật dụng của mẹ được giáo hội xem là thánh tích. Người ta thuật lại nhiều phép lạ liên quan đến các thánh tích, như chữa bệnh và chữa lành các vết thương.

### Chung thời học
Chính thống giáo tin rằng khi chết linh hồn "tạm thời" tách rời khỏi thể xác, có thể sẽ ở một thời gian ngắn trên đất; sau khi chịu xét xử tạm thời sẽ được đưa đến một trong hai nơi chốn (trạng thái): trong lòng tổ phụ Abraham là nơi an lạc (Paradise) hoặc trong bóng tối của âm phủ (Sheol hay Hades). Linh hồn ở trong tình trạng này cho đến ngày Phán xét Cuối cùng, khi đó linh hồn và thể xác được hợp nhất. Theo quan điểm này, tình yêu và lời cầu nguyện của người công chính có thể mang lại lợi ích cho các linh hồn đang ở âm phủ cho đến khi họ ứng hầu trong ngày phán xét chung thẩm. Đó là lý do giáo hội dành những ngày đặc biệt để cầu nguyện cho người chết. Chính thống giáo không công nhận giáo lý về Luyện ngục (Purgatory) như Công giáo Rôma nhưng cả hai giáo hội đều nhấn mạnh tới sự cầu nguyện cho những người đã chết là những người trong âm phủ hoặc những người được cứu rỗi nhưng đang được thanh luyện trong Luyện ngục.
Dù được xem là một phần của Kinh Thánh, sách Khải Huyền, theo quan điểm Chính thống giáo, là sách thần bí. Không chỉ có rất ít luận giải về nội dung, sách Khải Huyền không bao giờ được đọc trong các lễ thờ phượng trong nhà thờ.

## Truyền thống

### Hội họa và Kiến trúc

#### Kiến trúc Giáo đường

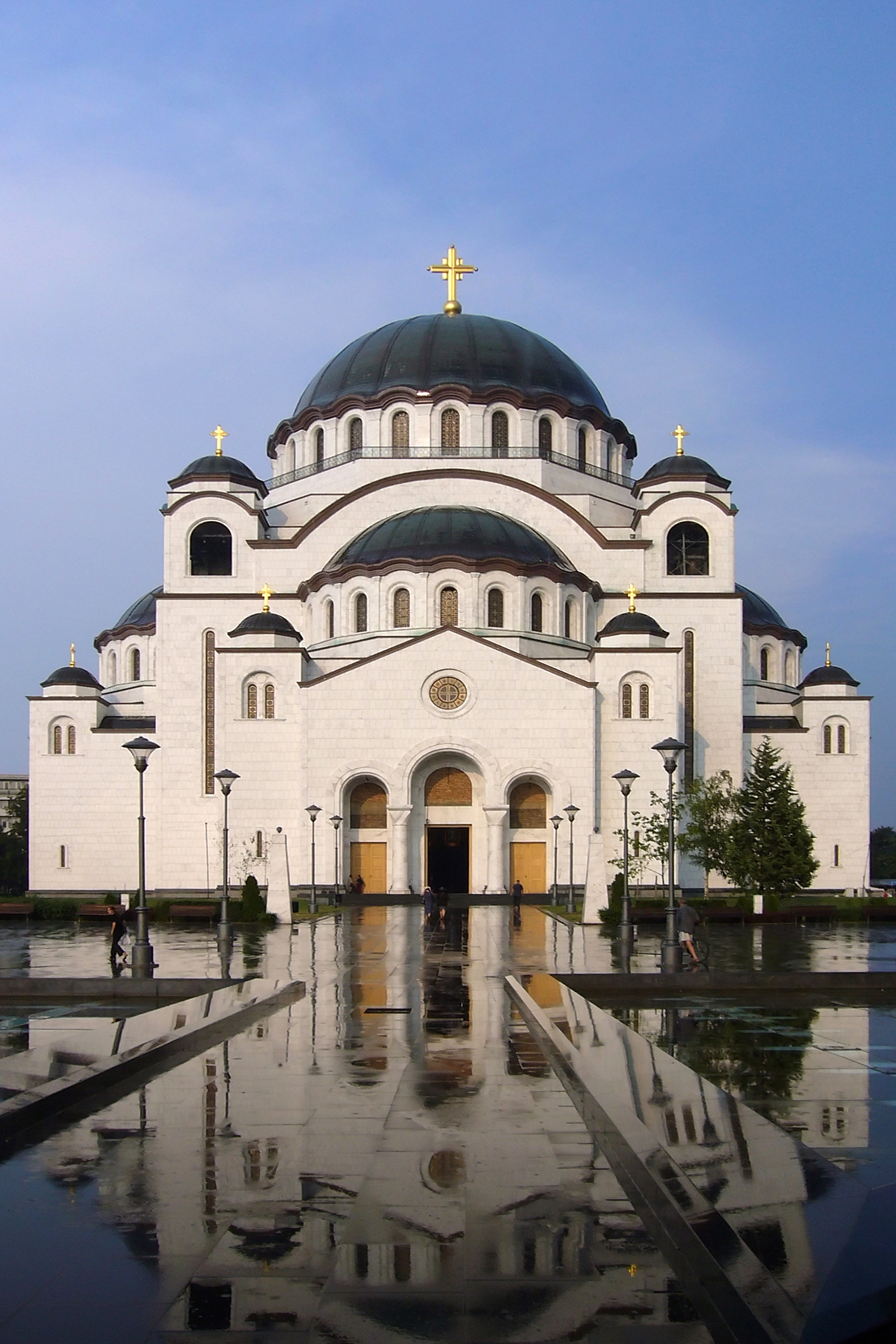
Đền Thánh Sava, Beograd, Serbia là một trong những nhà thờ Chính thống giáo lớn nhất thế giới

Kiến trúc giáo đường mang nhiều ý nghĩa biểu tượng; có lẽ hình ảnh lâu đời nhất và nổi bật nhất là khái niệm xem nhà thờ là biểu trưng cho con tàu Noah (từng cứu nhân loại khỏi họa diệt vong gây ra bởi cơn Đại Hồng thủy), nay hội thánh cứu con người khỏi bị nhấn chìm trong cơn lũ của nhiều loại cám dỗ. Vì vậy, hầu hết nhà thờ Chính thống giáo được xây dựng theo hình chữ nhật, hoặc hình thập tự giá với cánh ngang là chỗ dành cho ca đoàn.

#### Ảnh thánh
Thuật từ Icon (hay Ikon) có nguồn gốc từ Hi văn eikona, có nghĩa là hình ảnh. Chính thống giáo tin rằng những bức linh ảnh hay tranh thánh đầu tiên của Chúa Giêsu và Nữ Đồng trinh Maria được ghi lại bởi Thánh sử Luca, tác giả quyển Tin Mừng thứ ba.
Các bức tượng với thế đứng tự do (miêu tả ba chiều) hầu như không được chấp nhận trong Chính thống giáo, một phần do giáo hội chống lại tục lệ thờ lạy ngẫu tượng của người Hy Lạp ngoại giáo thời cổ đại. Trong khi đó, tranh ảnh thánh thường được dùng để trang trí vách nhà thờ. Phần lớn nhà ở của tín hữu Chính thống giáo đều dành một chỗ cho gia đình cầu nguyện, thường là bức vách về hướng đông, ở đây người ta treo nhiều tranh thánh.
Tranh ảnh thường được trưng bày chung với nến hoặc đèn dầu. (Nến sáp ong và đèn dầu olive được chuộng hơn do tự nhiên và sạch sẽ). Ngoài công dụng chiếu sáng, nến và đèn dầu còn biểu trưng cho "Ánh Sáng Thế gian", tức là Chúa Giêsu.

## Huyền nhiệm

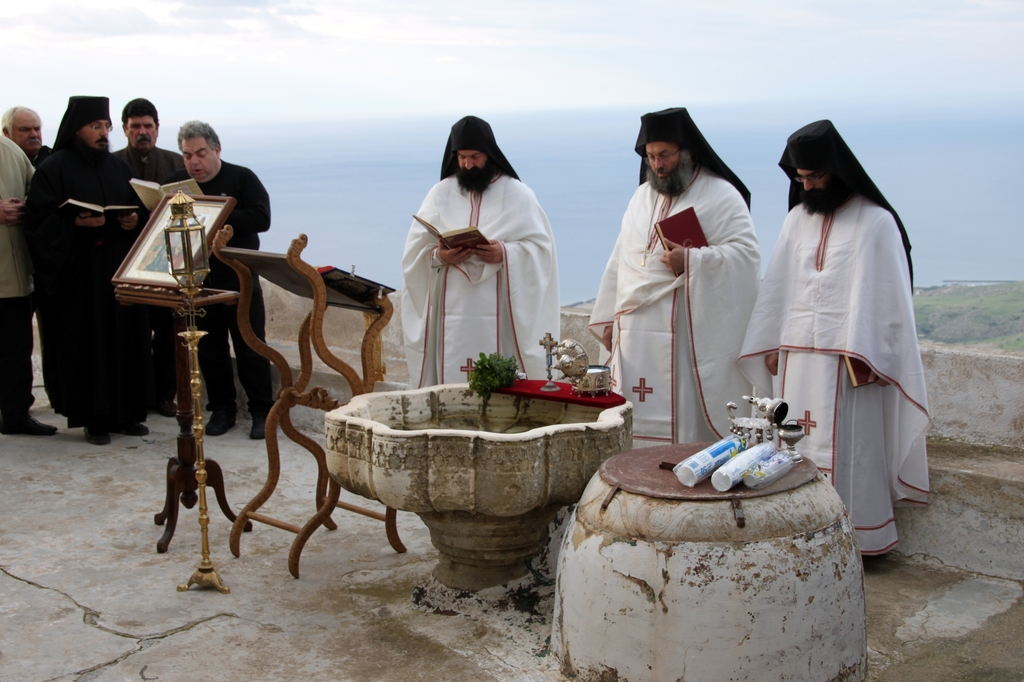
Lễ Hiển Linh tại tu viện ngôn sứ Elias, Santorini, Hy Lạp

Theo thần học Chính thống giáo, mục tiêu của đời sống Kitô giáo là đạt đến theosis, sự hợp nhất huyền nhiệm giữa con người và Thiên Chúa, theo như cách diễn đạt của Athanasius thành Alexandria trong tác phẩm Incarnation, "Ngài (Chúa Giê-su) là Thần Linh trở thành người để con người có thể trở thành thần linh (θεοποιηθῶμεν)".
Trong ngôn ngữ của Chính thống giáo, thuật từ "sự huyền nhiệm" được dùng để chỉ tiến trình hợp nhất với Thiên Chúa. Nước, dầu, bánh mì, rượu nho…. là các phương tiện được Chúa sử dụng để đem con dân Chúa đến gần ngài. Tiến trình này được vận hành như thế nào là một sự "huyền nhiệm" khó có thể diễn đạt trong ngôn ngữ loài người.
Những nghi thức Kitô giáo mà Tây phương gọi là bí tích (sacraments), Đông phương gọi là huyền nhiệm thiêng liêng (sacred mysteries). Trong khi Giáo hội Công giáo Rôma có bảy bí tích, và phần lớn cộng đồng Kháng Cách công nhận hai điển lễ (ordinances), Chính thống giáo không hạn định cụ thể số lượng. Tuy nhiên, có bảy huyền nhiệm chính trong Chính thống giáo: Thánh Thể, Thánh tẩy, Thêm sức, Hoà giải, Xức dầu, Hôn phối, và Truyền chức.

## Chức sắc

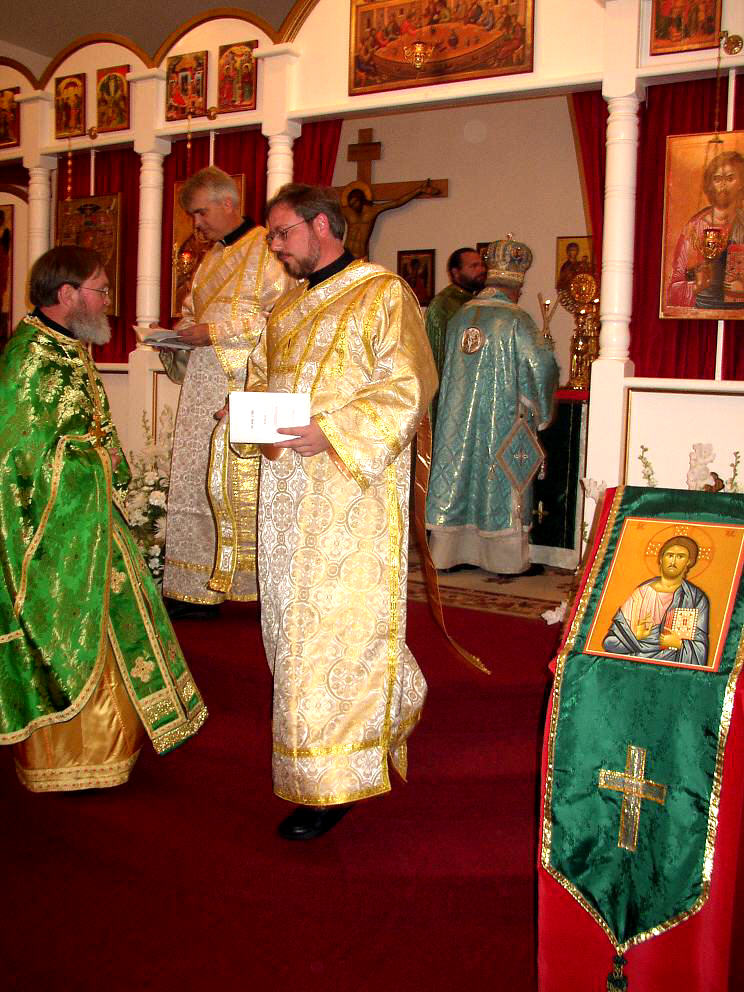
Các chức sắc Chính thống giáo: (Từ trái sang phải) Linh mục, hai Phó tế, Giám mục

Từ buổi sơ khai, giáo hội phát triển đến nhiều nơi, các nhà lãnh đạo hội thánh tại mỗi địa phương được gọi là episkopoi (người cai quản – Hy văn ἐπίσκοπος), tức là Giám mục. Một chức vụ khác được thiết lập trong hội thánh là presbyter (trưởng lão – Hy văn πρεσβύτερος), sau trở thành "prester", rồi "priest" (thầy tư tế hoặc linh mục), và diakonos (διάκονος, người phục vụ), về sau thành deacon (chấp sự hoặc phó tế).
Chỉ có các Giám mục được yêu cầu phải sống độc thân, giáo hội cho phép linh mục và phó tế lập gia đình, và nên kết hôn trước khi được phong chức. Nhìn chung, linh mục giáo xứ được khuyến khích kết hôn, như vậy họ có đủ kinh nghiệm để khuyên bảo tín hữu trong các vấn đề hôn nhân và gia đình. Linh mục độc thân thường là tu sĩ sống trong các tu viện. Linh mục hoặc phó tế góa vợ không nên tái hôn, thường những người này sẽ vào tu viện. Tương tự, vợ góa của các linh mục cũng không nên tái hôn, mà vào tu viện khi con cái đã trưởng thành. Trước đây, phụ nữ có thể đảm nhiệm chức vụ phó tế. Tân Ước và các bản văn khác có đề cập đến vấn đề này. Các nữ phó tế từng được giao các chức trách mục vụ và giáo nghi. 
Mặc dù truyền thống này không được duy trì (lần cuối cùng phong chức phó tế cho một phụ nữ là trong thế kỷ 19), ngày nay xem ra không có lý do gì ngăn cản phụ nữ đảm trách chức phó tế.
Thượng phụ Đại kết, tức Thượng phụ thành Constantinopolis là Tổng giám mục thành Constantinopolis và là phẩm bậc cao nhất trong Chính thống giáo Đông phương, được coi là "primus inter pares" ("đứng đầu giữa những người bình đẳng").

## Lịch sử

### Hội thánh tiên khởi
Kitô giáo phát triển mau chóng trên toàn lãnh thổ Đế quốc La Mã, một phần nhờ tiếng Hy Lạp là chuyển ngữ (lingua franca) được sử dụng rộng rãi trong dân chúng, phần khác là do thông điệp Kitô giáo được xem là mới và khác với các tôn giáo cũ của người La Mã và người Hy Lạp. Phao-lô và các sứ đồ khác đi khắp nơi trong Đế chế, trong đó có vùng Tiểu Á, thiết lập hội thánh trong các cộng đồng dân cư, từ thành Jerusalem và Xứ Thánh, đến Antioch và vùng phụ cận, đến La Mã, Alexandria, Athens, Thessalonika, và Byzantium. Byzantium về sau chiếm vị trí nổi bật ở phương đông, được mệnh danh là La Mã mới. Trong thời kỳ này, Kitô giáo cũng là mục tiêu của nhiều đợt bách hại, nhưng hội thánh vẫn tiếp tục phát triển. Năm 324, Hoàng đế Constantine chấm dứt các cuộc bách hại.
Trong thế kỷ thứ tư, hội thánh phát triển sâu rộng trên nhiều xứ sở, cũng là lúc xuất hiện nhiều giáo thuyết mới, đáng kể nhất là học thuyết Arius. Học thuyết này gây nhiều ảnh hưởng, đồng thời là nguyên nhân của những tranh luận thần học bên trong hội thánh. Constantine quyết định triệu tập một công đồng lớn nhằm xác lập các quan điểm thần học cho giáo hội.

### Các công đồng
Chính thống giáo công nhận bảy công đồng đại kết, được triệu tập từ năm 325 (Công đồng Nicaea I) đến năm 787 (Công đồng Nicaea II). Các công đồng này được triệu tập để giải quyết các tranh chấp thần học, đồng thời khẳng định giáo lý và giáo luật cho Chính thống giáo.

### Các dân tộc Slavơ

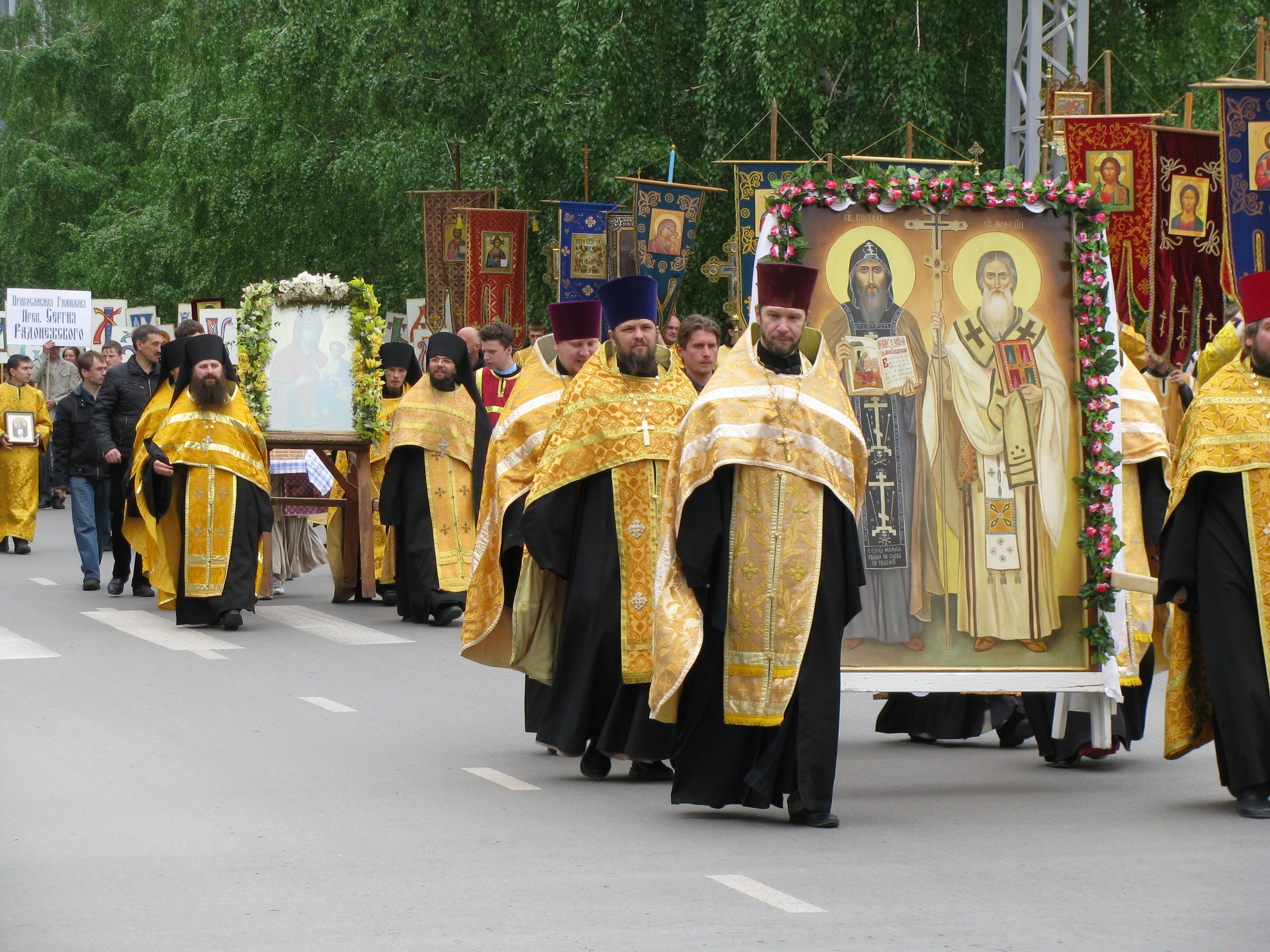
Đoàn rước Thánh giá ở Novosibirsk, Siberia

Trong thế kỷ thứ 9 và 10, Chính thống giáo phát triển về phía đông châu Âu, đến lãnh thổ Rus’ ở Kiev (một quốc gia thời Trung Cổ - tiền thân của Nga, Ukraina và Belarus) nhờ những nỗ lực của các thánh Kyrillos và Methodios. Khi Rastislav, vua Moravia, yêu cầu Byzantium gởi giáo viên đến dạy người Moravia bằng ngôn ngữ của họ, Hoàng đế Byzantine, Michael III, chọn hai anh em Kyrillos và Methodios. Vì mẹ của họ là người Slav đến từ Thessaloniki, cả hai đều có thể sử dụng phương ngữ Slav để dịch Kinh Thánh và các sách kinh cầu nguyện. Khi các bản dịch của họ được những người sử dụng các phương ngữ khác sao chép, một ngôn ngữ văn chương gọi là tiếng Slav Giáo hội cổ được hình thành. Được sai phái truyền giáo cho người Slav ở vùng Đại Moravia, Kyrillos và Methodios phải cạnh tranh với các giáo sĩ người Frank đến từ giáo phận Rôma. Năm 886, các môn đồ của họ bị trục xuất khỏi Moravia.
Một số trong những môn đồ của Kyrillos và Methodios như Clement, Naum (thuộc dòng dõi quý tộc Bulgaria), và Angelarius, trở lại Bulgaria. Tại đây, họ được Tsar Boris I đón tiếp. Trong một thời gian ngắn, những người này dạy các chức sắc Bulgaria bảng mẫu tự Glagolitic và các văn bản Kinh Thánh. Năm 893, ngôn ngữ Slav được công nhận là ngôn ngữ chính thức của giáo hội và nhà nước. Những thành công tại Bulgaria giúp đẩy mạnh các hoạt động qui đạo của các dân tộc Slav, đáng kể nhất là dân tộc Rus’, thủy tổ của các sắc dân Belarus, Nga, và Ukraine.
Một trong những yếu tố dẫn đến sự thành công trong công cuộc truyền giáo cho các dân tộc Slav là các nhà truyền giáo sử dụng ngôn ngữ địa phương thay vì tiếng Latinh, không giống cách các giáo sĩ Roma vẫn làm. Hiện nay, Giáo hội Chính thống giáo Nga là giáo hội lớn nhất trong cộng đồng Chính thống giáo.

### Đại Ly giáo

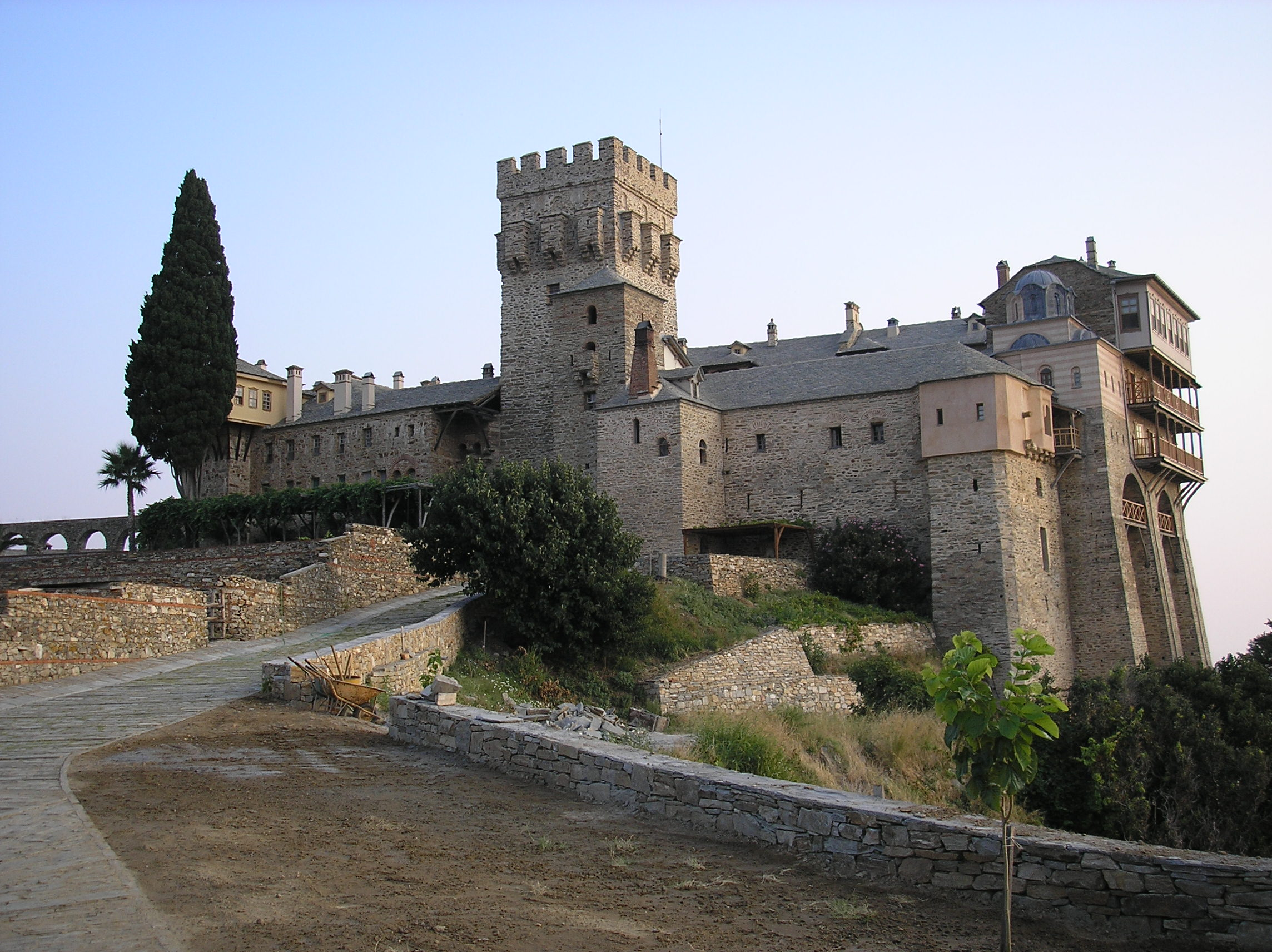
Tu viện Stavronikita, Núi Athos, Hy Lạp.

Thế kỷ 11 chứng kiến cuộc Đại Ly giáo, chia cắt giáo hội thành hai phần, phương Tây với Giáo hội Công giáo Rôma, và phương Đông với Giáo hội Chính thống Đông phương. Ngoài những bất đồng về thần học như mệnh đề Filioque, và thẩm quyền của Giáo hoàng, những dị biệt từ trước đó về văn hóa và ngôn ngữ giữa hai nền văn hóa Latinh và Hy Lạp cũng là những nhân tố quan trọng thúc đẩy sự chia cắt.
Sự chia rẽ càng thêm nghiêm trọng sau sự chiếm đóng và cướp phá thành Constantinople trong cuộc thập tự chinh thứ tư vào năm 1204. Sự kiện cướp phá Nhà thờ Hagia Sophia (Thánh Trí) và nỗ lực thiết lập Đế quốc Latinh nhằm thay thế Đế quốc Byzantium vẫn là một mối hiềm khích giữa hai phía kéo dài cho đến ngày nay. Năm 2004, Giáo hoàng Gioan Phaolô II chính thức xin lỗi về việc tàn phá thành Constantinople năm 1204; và lời xin lỗi được Thượng phụ Bartholomew thành Constantinople chấp nhận. Tuy nhiên, nhiều đồ vật bị đánh cắp như thánh tích, tài sản và nhiều món đồ khác, vẫn chưa được hoàn trả, nhưng còn lưu giữ ở phương Tây, nhất là ở Venice.
Năm 1272 tới năm 1274 đã có những nỗ lực hàn gắn phương Đông và phương Tây tại Công đồng Lyon II, cũng như năm 1439 tại Công đồng Florence. Nhưng cả hai công đồng đều bị cộng đồng Chính thống giáo bác bỏ. Năm 1964, Giáo hoàng Phaolô VI và Thượng phụ Đại kết Athenagoras I đã có cuộc gặp ở Jerusalem vào năm sau đó, vạ tuyệt thông năm 1054 đã được hai giáo hội xóa bỏ.

## Giáo hội ngày nay

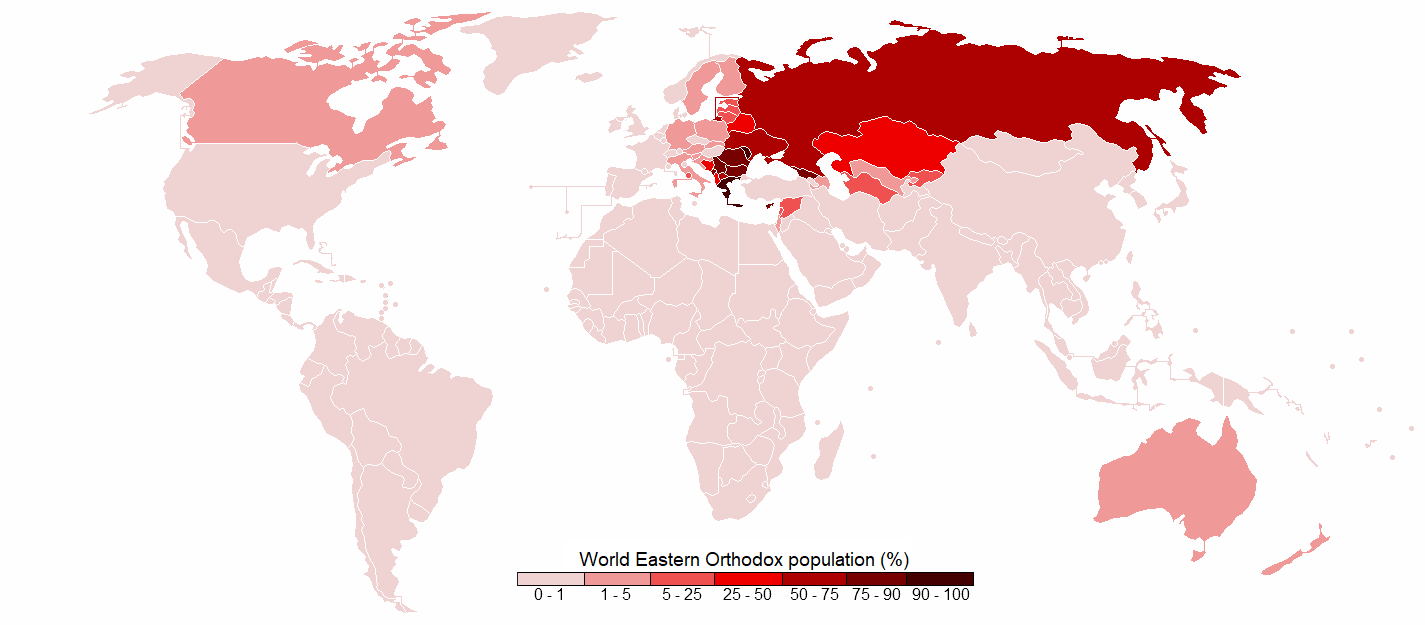
Tỉ lệ dân số theo Chính thống giáo trong từng quốc gia.

Chính thống giáo Đông phương bao gồm nhiều giáo hội, được công nhận là tự chủ (autocephalous) hoặc tự trị (autonomous), hiệp nhất trong thần học và phụng vụ. Mỗi giáo hội lại bao gồm các giáo phận, đứng đầu bởi giám mục.
Ngoài khối các giáo hội chính, còn có những nhóm nhỏ theo chủ nghĩa duy truyền thống, đã ly khai do các vấn đề như cải cách phụng vụ và lịch pháp. Từ năm 2007, các mối quan hệ đã được phục hồi giữa Giáo hội Chính thống giáo Nga Hải ngoại và Tòa Thượng phụ Moskva; hai cộng đồng này của Chính thống giáo Nga đã tách rời khỏi nhau từ thập niên 1920, do các lý do chính trị trong thời Xô viết.
Những bất đồng ngấm ngầm vẫn tồn tại trong vòng các giáo hội cấp quốc gia, một phần là do sự khác biệt trong lập trường đối với Phong trào Đại kết. Ở Mỹ, đa số các giám mục tập hợp thành Hội đồng Giám mục Chính thống giáo Hoa Kỳ. Các Giám mục România mở các cuộc đàm phán với Giáo hội Công giáo Rôma. Mặt khác, nhiều người, trong đó có các tu sĩ Núi Athos, các Giám mục Nga, Serbia, cùng các chức sắc Hy Lạp và Bulgaria xem phong trào đại kết là một sự thỏa hiệp về thần học.
Gần đây, mối quan hệ trong Chính thống giáo bị rạn nứt với cuộc Ly giáo Moskva–Constantinopolis 2018. Tính chung hiện nay, Chính thống giáo Đông phương có khoảng 250 triệu tín hữu.